# Tacnodo
In geometria, si definisce tacnodo di una curva algebrica di ordine n un punto cuspidale della curva in cui la tangente  nel punto assorbe in esso più di tre intersezioni.
Il tacnodo si dirà reale o isolato a seconda che esistano due parabole osculatrici, alla curva nel punto, reali e distinte o immaginarie coniugate.